# Rolex
Rolex SA er et schweizisk urfirma og producent, der ligger i Genève, Schweiz. Selskabet blev grundlagt i 1905 under navnet Wilsdorf and Davis af den tyske erhvervsmand Hans Wilsdorf og hans svoger Alfred Davis i London, og firmaet registrerede Rolex som varemærke på sine ure i 1908 og skiftede navn til Rolex Watch Co. Ltd. i 1915. Efter første verdenskrig flyttede firmaet til Genève som følge af den dårlige økonomi i Storbritannien. I 1920 registrerede Hans Wilsdorf Montres Rolex SA i Genève under det nye firmanavne (montre er fransk for ur); det blev senere til Rolex SA. Siden 1960 har firmaet været eget af Hans Wilsdorf Foundation, en privatejet familiefond.
Rolex SA og datterseskabet Montres Tudor SA designer, fremstiller, distribuerer og servicerer armbåndsurer under varemærkerne Rolex og Tudor. I 2023 købte Rolex forhandlerpartneren Bucherer, og i 2024 påbegyndte Rolex opførslen af et nyt hvødkontor på Fifth Avenue i Midtown Manhattan, New York City, nær Billionaires' Row.
Magasinet Bloomberg Businessweek rangerede Rolex som nummer 71 på listen over verdens top 100 globale varemærker i år 2007. Rolex er den største enkeltproducent af luksusure med en produktion af omkring 812.000 om året.
Den estimerede omsætning i 2003 var omkring 3 milliarder $.